# Pinacoteca internazionale dell'età evolutiva Aldo Cibaldi
La Pinacoteca Internazionale dell'Età Evolutiva Aldo Cibaldi o semplicemente PInAC è un museo dinamico internazionale che raccoglie, espone e studia i disegni di bambini di tutto il mondo. Unica nel suo genere in Italia e in Europa, vi si svolgono laboratori e convegni sul segno e l'espressività infantile. La pinacoteca conta oggi circa 8.000 opere provenienti da 79 paesi, le prime delle quali risalenti agli anni Cinquanta.
Ha sede a Rezzato, in Provincia di Brescia, nell'antica chiesa di Sant'Alessandro, oggi sconsacrata.

## Storia
Il progetto della raccolta e dello studio di disegni infantili fu per la prima volta attuato negli anni Cinquanta da Aldo Cibaldi (1914-1995), direttore del plesso scolastico di Rezzato (all'epoca comprendente anche i plessi scolastici di Botticino, Mazzano, Nuvolera e Serle).
(Maria Ogna Palladin, La PInAC degli esordi, 2004.)
Grazie alla presenza a molti convegni sul disegno infantile, Cibaldi riuscì a intessere una fitta rete di relazioni e contatti con ambasciate, ministeri, scuole e istituti in Italia e all'estero che permisero, tra il 1964 e il 1967, l'acquisizione dei primi disegni provenienti dall'Europa e dal resto del mondo: Paesi Bassi, Francia, Austria, Regno Unito, Stati Uniti e Giappone.
Solo nel 1969 l'insieme dei disegni, prima semplicemente di proprietà scolastica, furono raccolti per andare a costituire il centro della pinacoteca, all'epoca denominata "Mostra permanente delle Attività Espressive e Visuali". 
Nel 1974 la raccolta assunse la denominazione di "Pinacoteca Internazionale dell'Età Evolutiva" e fu municipalizzata permettendo così l'acquisizione dell'intero patrimonio artistico da parte del Comune di Rezzato. Nel 2009 si è costituita in fondazione culturale il cui socio unico e fondatore è il Comune di Rezzato. 
Di seguito l'elenco dei presidenti del Consiglio d'Amministrazione della fondazione nominati dal Comune di Rezzato:
| Nome             | Periodo   |
| ---------------- | --------- |
| Mariella Foresti | 2009–2020 |
| Michela Caniato  | 2020–2023 |
| Mara Colonnello  | 2023–2024 |
| Roberto Vornoli  | dal 2024  |

La direzione artistica della pinacoteca fu assunta dal fondatore Aldo Cibaldi dal 1969 fino alla morte avvenuta nel 1995. In seguito tale ruolo è stato ricoperto dapprima da Maria Ogna Palladin e Rosa Persini (1995-1999), quindi da Elena Pasetti (1999-2019) e Massimiliano Vitali (2019-2022).
Nel 2007 la PInAC è stata riconosciuta quale raccolta museale dalla Regione Lombardia.
Nel 2021 la pinacoteca ha ricevuto il prestigioso Premio Andersen quale protagonista della cultura per l'infanzia con la seguente motivazione:

## Sede

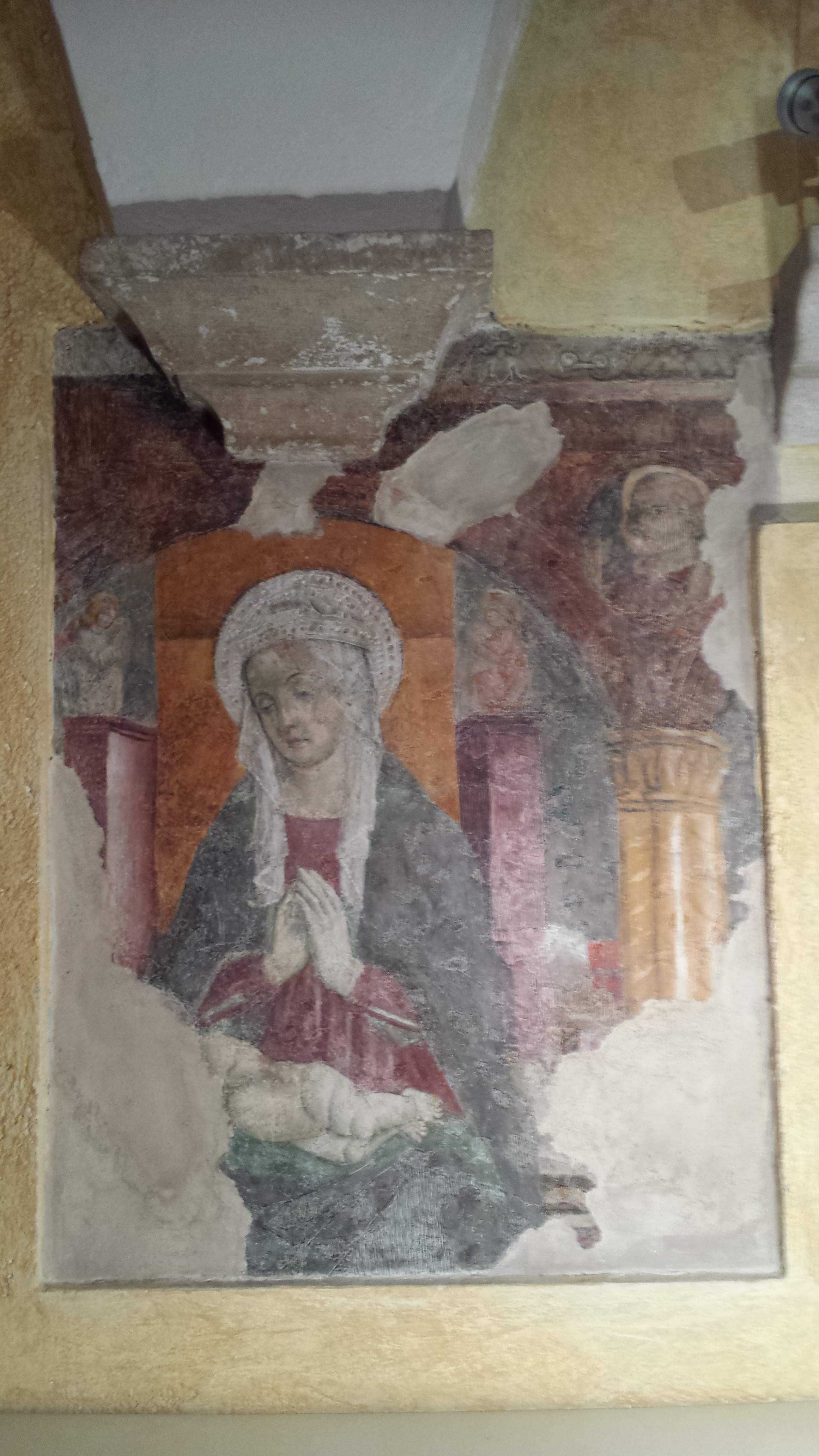
L'unico affresco originale rimanente risalente al XV secolo.

La pinacoteca fu ospitata fin dalla sua creazione nel seminterrato della scuola elementare "Tito Speri" di Rezzato. Dal 1999 si trova nella quattrocentesca chiesa di Sant'Alessandro, sede della confraternita laica dei Disciplini di San Nicola da Tolentino, che nel corso del Novecento è stata anche scuola elementare, abitazione privata e biblioteca comunale.

## Mostre
- Italia Russia (dicembre 2001)

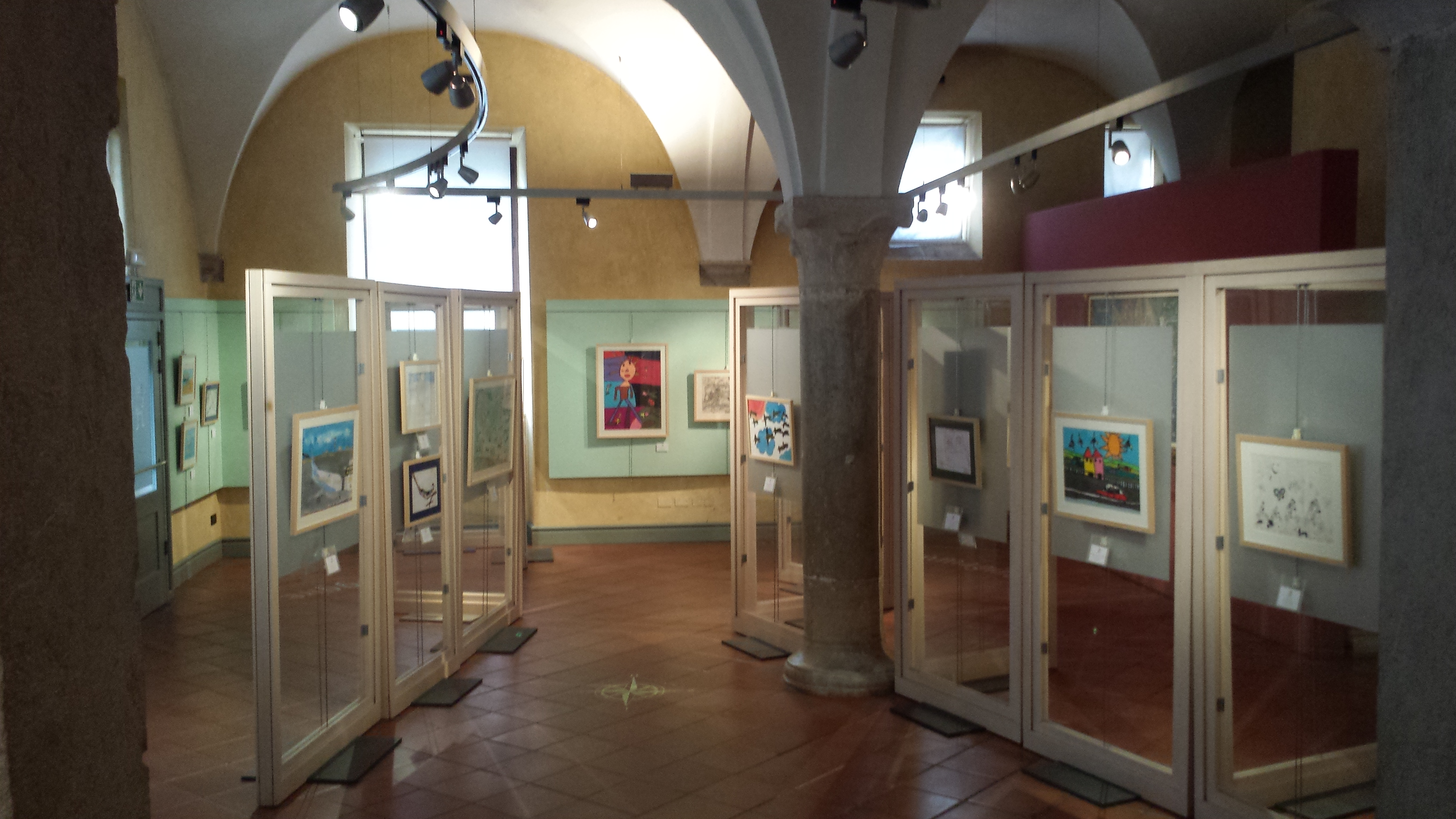
Parte della sala espositiva.

- Album di famiglia (gennaio-marzo 2002)
- Alice allo specchio (aprile-dicembre 2002)
- Bisbigli della memoria. I bambini della Shoah (gennaio-febbraio 2003)
- Pinocchio in PInAC (maggio-luglio 2003)
- Fotoframe. Pennellate elettroniche di tutti i colori (ottobre-novembre 2003)
- Un mondo per Tom (novembre-dicembre 2003)
- Vivere altrove (dal dicembre 2003 al febbraio 2004)
- I segni dell'incisione (marzo-maggio 2004)
- La PInAC degli esordi (maggio-novembre 2004)
- Dentro il villaggio (dal dicembre 2004 al marzo 2005)
- Piume, penne e pennuti, frulli d'ala e pigolii (aprile-ottobre 2005)
- Col naso all'insù (dall'ottobre 2005 al marzo 2006)
- Nei giardini del mondo (aprile-ottobre 2006)
- Tuko Pamoja. Tutti insieme (dal novembre 2006 al marzo 2007)
- Pennelli, che passione! (aprile-ottobre 2007)
- Signori in carrozza (dall'ottobre 2007 al marzo 2008)
- Mestieri (marzo-luglio 2008)
- Al mercato (dall'ottobre 2008 al febbraio 2009)
- W le differenze (marzo-ottobre 2009)
- A che gioco giochiamo? (gennaio-settembre 2010)
- Le regole del gioco. Il cinema come impegno per la legalità (maggio 2010)
- Regards d'enfants sur les migrations (settembre-ottobre 2010)
- Nel ritmo del tempo (dall'ottobre 2010 al maggio 2011)
- Fratelli e sorelle d'Italia (dal dicembre 2011 al febbraio 2012)
- Oroblu (marzo-maggio 2012)
- Musica maestro! (dall'ottobre 2012 al maggio 2013)
- Fotoframe. Pennelli anche elettronici (settembre-ottobre 2013)
- Alberi! (dall'ottobre 2013 all'ottobre 2014)
- Intorno alla mensa (dall'ottobre 2014 al luglio 2015)
- Elzbieta e i suoi compagni (dal settembre 2015 al maggio 2016)
- Di terre e d'azzurro (giugno-luglio 2016)
- Io abito qui (dal settembre 2016 al maggio 2017)
- Ho dipinto l'arcobaleno e dentro ci siamo noi (giugno-settembre 2017)
- In viaggio (dal settembre 2017 al maggio 2018)
- La conta delle zampe (dal settembre 2018 al giugno 2019)
- Nel cuore dei diritti (dal settembre 2019 al giugno 2020)
- Terra! (dall'ottobre 2020 all'ottobre 2021)
- Dalla testa ai piedi (dal novembre 2021 al dicembre 2022)
- Quante storie! (dal marzo 2023 al maggio 2024)
- Mappe (dal settembre 2024 al maggio 2025)

### Mostre collaterali
- Artisti per la PInAC! (dicembre 2012)
- Bosco d'artista (marzo 2014)
- Di mano in mano. Al mercato prima del supermercato (aprile 2014)
- Ritratti d'artista (marzo 2016)
- E' qui la festa? (gennaio 2017)
- Viaggi d'artista (novembre 2017)
- Dall'Iran in PInAC (maggio 2018)
- Bestiario d'artista (dicembre 2018)
- Corpi d'artista (dicembre 2021)